# Vieuvy
Vieuvy település Franciaországban, Mayenne megyében. Lakosainak száma 110 fő (2022. január 1.). Vieuvy Désertines, Hercé, Levaré és Saint-Aubin-Fosse-Louvain községekkel határos.

## Népesség
A település népessége az elmúlt években az alábbi módon változott:
| Lakosok száma | 218  | 178  | 138  | 120  | 137  | 141  | 118  | 108  | 108  | 110  |
|               | 1968 | 1982 | 1990 | 2006 | 2013 | 2015 | 2017 | 2019 | 2020 | 2022 |